# Liguilla Pre-Libertadores 1983 (Chile)
La Liguilla Pre-Libertadores 1983 fue la 10.ª edición de la Liguilla Pre-Libertadores, torneo clasificatorio para la Copa Libertadores de América, organizado por la Asociación Central de Fútbol en la temporada de ese año.
El ganador que clasificó a la Copa Libertadores 1985 fue Magallanes, que obtuvo en primer lugar al finalizar este torneo clasificatorio.

## Equipos participantes
| Equipo               | Vía de clasificación                               |
| -------------------- | -------------------------------------------------- |
| Cobreloa             | Segundo lugar de la Primera División de Chile 1983 |
| Universidad de Chile | Tercer lugar de la Primera División de Chile 1983  |
| Magallanes           | Cuarto lugar de la Primera División de Chile 1983  |
| Universidad Católica | Quinto lugar de la Primera División de Chile 1983  |

## Desarrollo
El torneo se desarrolló con la modalidad de todos contra todos jugado en una rueda. 

### Primera fecha
| Liguilla Pre-Libertadores 1983 1º fecha; 8 de abril de 1984 | Cobreloa    | 1:0 | Magallanes | Estadio Nacional de Santiago, Santiago                 |                                                        |
|                                                             | Siviero 21' |     |            | Asistencia: 28.431 espectadores Árbitro(s): Mario Lira | Asistencia: 28.431 espectadores Árbitro(s): Mario Lira |

| Liguilla Pre-Libertadores 1983 1º fecha; 8 de abril de 1984 | Universidad de Chile | 1:1 | Universidad Católica | Estadio Nacional de Santiago, Santiago                   |                                                          |
|                                                             | Gálvez 24'           |     | 53' Aravena          | Asistencia: 28.431 espectadores Árbitro(s): Víctor Ojeda | Asistencia: 28.431 espectadores Árbitro(s): Víctor Ojeda |

### Segunda fecha
| Liguilla Pre-Libertadores 1983 2º fecha; 12 de abril de 1984 | Magallanes | 1:0 | Universidad de Chile | Estadio Nacional de Santiago, Santiago                     |                                                            |
|                                                              | Toro 35'   |     |                      | Asistencia: 16.652 espectadores Árbitro(s): Sergio Vásquez | Asistencia: 16.652 espectadores Árbitro(s): Sergio Vásquez |

| Liguilla Pre-Libertadores 1983 2º fecha; 12 de abril de 1984 | Cobreloa | 0:0 | Universidad Católica | Estadio Nacional de Santiago, Santiago                            |  |
|                                                              |          |     |                      | Asistencia: 16.652 espectadores Árbitro(s): Juan Silvagno Cavanna |  |

### Tercera fecha
| Liguilla Pre-Libertadores 1983 3º fecha; 15 de abril de 1984 | Universidad de Chile         | 3:0 | Cobreloa | Estadio Nacional de Santiago, Santiago                              |                                                                     |
|                                                              | Gálvez 28', 88' · Castec 43' |     |          | Asistencia: 20.182 espectadores Árbitro(s): Ramón Barreto (Uruguay) | Asistencia: 20.182 espectadores Árbitro(s): Ramón Barreto (Uruguay) |

| Liguilla Pre-Libertadores 1983 3º fecha; 15 de abril de 1984 | Magallanes                                  | 3:1 | Universidad Católica | Estadio Nacional de Santiago, Santiago                   |                                                          |
|                                                              | Jáuregui 50' · Santander 71' · Villazón 78' |     | 82' Neira            | Asistencia: 20.182 espectadores Árbitro(s): Hernán Silva | Asistencia: 20.182 espectadores Árbitro(s): Hernán Silva |

## Tabla de posiciones
| Pos | Equipo               | PJ | PG | PE | PP | GF | GC | Dif | Pts |
| --- | -------------------- | -- | -- | -- | -- | -- | -- | --- | --- |
| 1   | Magallanes           | 3  | 2  | 0  | 1  | 4  | 2  | 2   | 4   |
| 2   | Universidad de Chile | 3  | 1  | 1  | 1  | 4  | 2  | 2   | 3   |
| 3   | Cobreloa             | 3  | 1  | 1  | 1  | 1  | 3  | -2  | 3   |
| 4   | Universidad Católica | 3  | 0  | 2  | 1  | 2  | 4  | -2  | 2   |

Pos = Posición; PJ = Partidos jugados; PG = Partidos ganados; PE = Partidos empatados; PP = Partidos perdidos; GF = Goles a favor; GC = Goles en contra; Dif = Diferencia de gol; Pts = Puntos
|  | Clasifica a la Copa Libertadores 1985 |

## Ganador
| Chile                                   |
| Ganador Magallanes                      |
| Clasificado a la Copa Libertadores 1985 |